# Lebbeus polaris
Lebbeus polaris is een garnalensoort uit de familie van de Hippolytidae. De wetenschappelijke naam van de soort werd in 1824 voor het eerst geldig gepubliceerd door Sabine.

## Beschrijving
De kleur van Lebbeus polaris is bleek met sterke rode of oranje markeringen. Op de poten zitten rode en oranje banden. Het rostrum is recht of licht naar beneden gebogen. Hij kan een lengte bereiken van 9 cm, maar meer dan 7 cm is zeldzaam.

## Verspreiding en leefgebied
Lebbeus polaris is een circumpolaire soort op het noordelijk halfrond. Het kan zo ver naar het zuiden worden gevonden als Shetland en Noorwegen in de oostelijke Atlantische Oceaan en Chesapeake Bay in de westelijke delen. In de Grote Oceaan komt hij veel voor in de Beringzee, de zee van Ochotsk en zo ver naar het zuiden als Brits-Columbia, Canada. Hij komt voor op elke diepte van 0 tot 900 meter, maar komt het meest voor tussen 30 en 300 meter. Hij komt zowel voor op harde, zanderige of modderige ondergrond.